# Calicina palapraeputia
Calicina palapraeputia is een hooiwagen uit de familie Phalangodidae. De wetenschappelijke naam van Calicina palapraeputia gaat terug op Briggs.